# Prałatki
Prałatki – skały w Ojcowskim Parku Narodowym. Znajdują się u podnóży lewych zboczy Doliny Prądnika w Ojcowie. Zbudowane są z pochodzących z jury skalistych wapieni. Pod koniec trzeciorzędu wody Prądnika w wierzchowinie wyżłobiły wciętą na głębokość około 100 m dolinę.
Prałatki wznoszą się tuż nad równą i płaską łąką zwaną polaną Goplana. Przecina ją niewielki w tym miejscu strumyk Prądnik. Nad obydwoma jego brzegami okrakiem wzniesiono  Kaplicę „Na Wodzie” św. Józefa Robotnika w Ojcowie. Tuż nad nią wznosi się jedna z Prałatek.
W 1904 roku w wykutej w skale niszy znajdującej się w północnej skale Prałatek zamontowano kapliczkę Matki Boskiej Niepokalanej i tablicę pamiątkową. Przez mostek na Prątniku prowadzi do nie ścieżka.

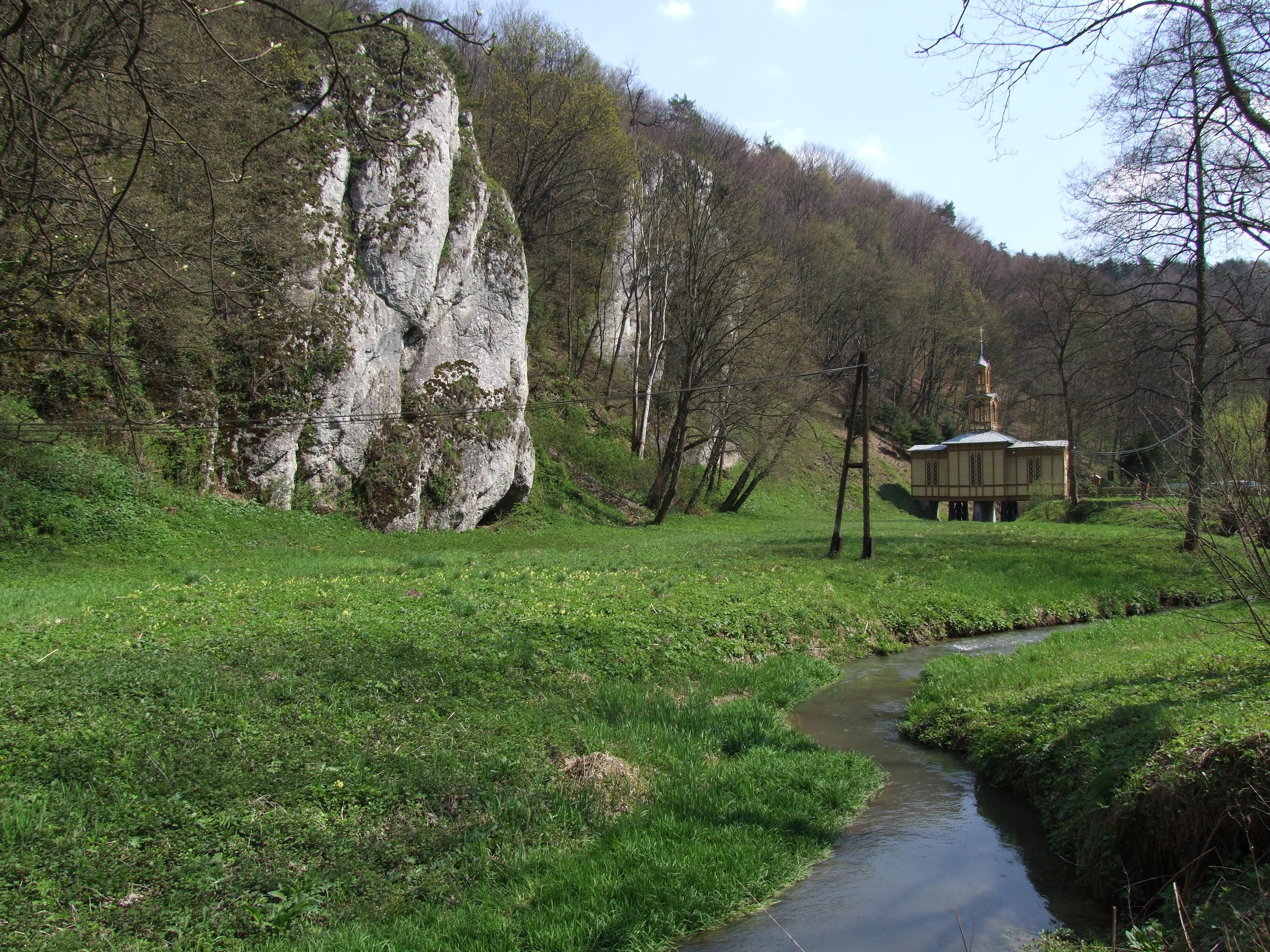
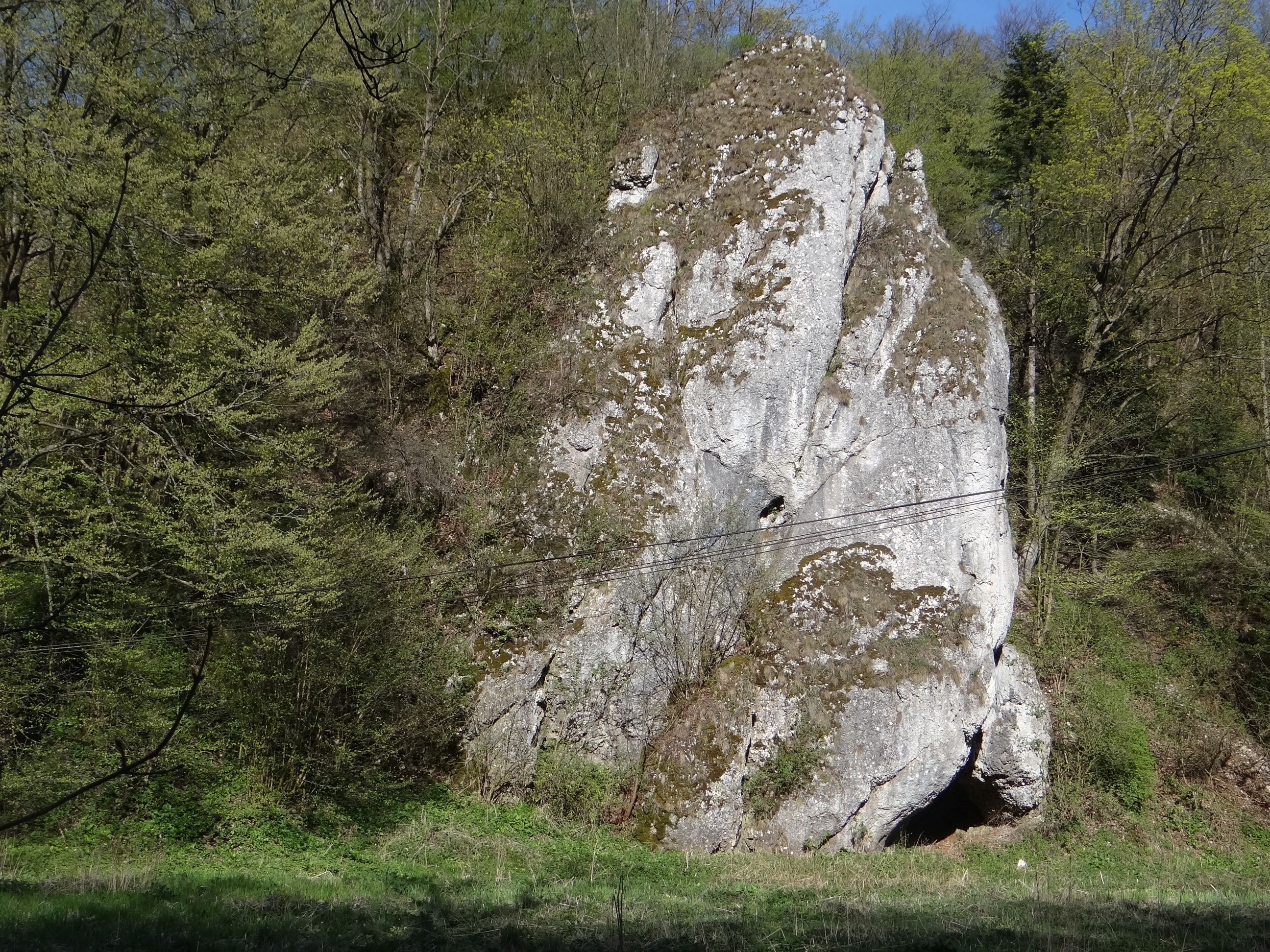
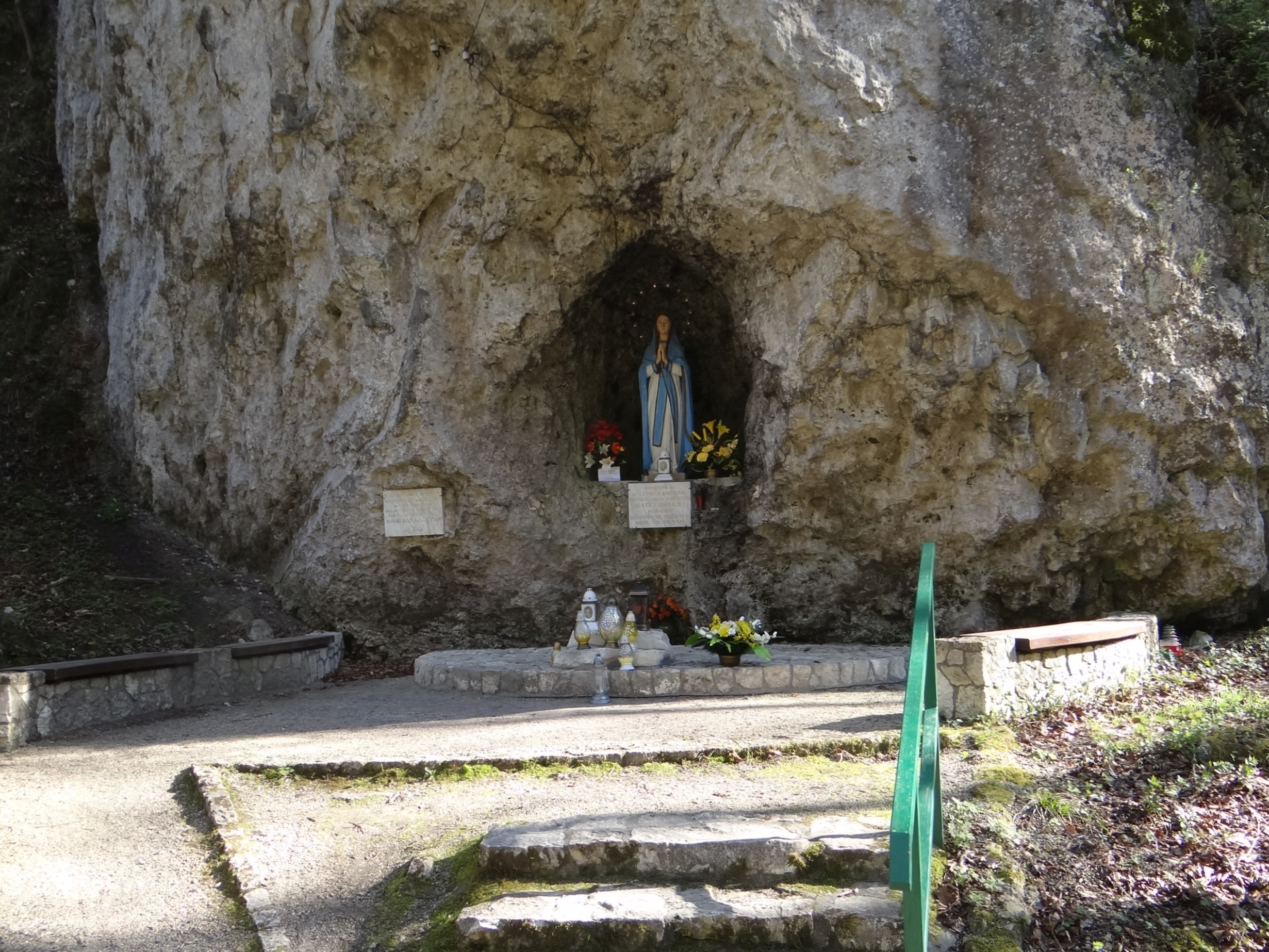
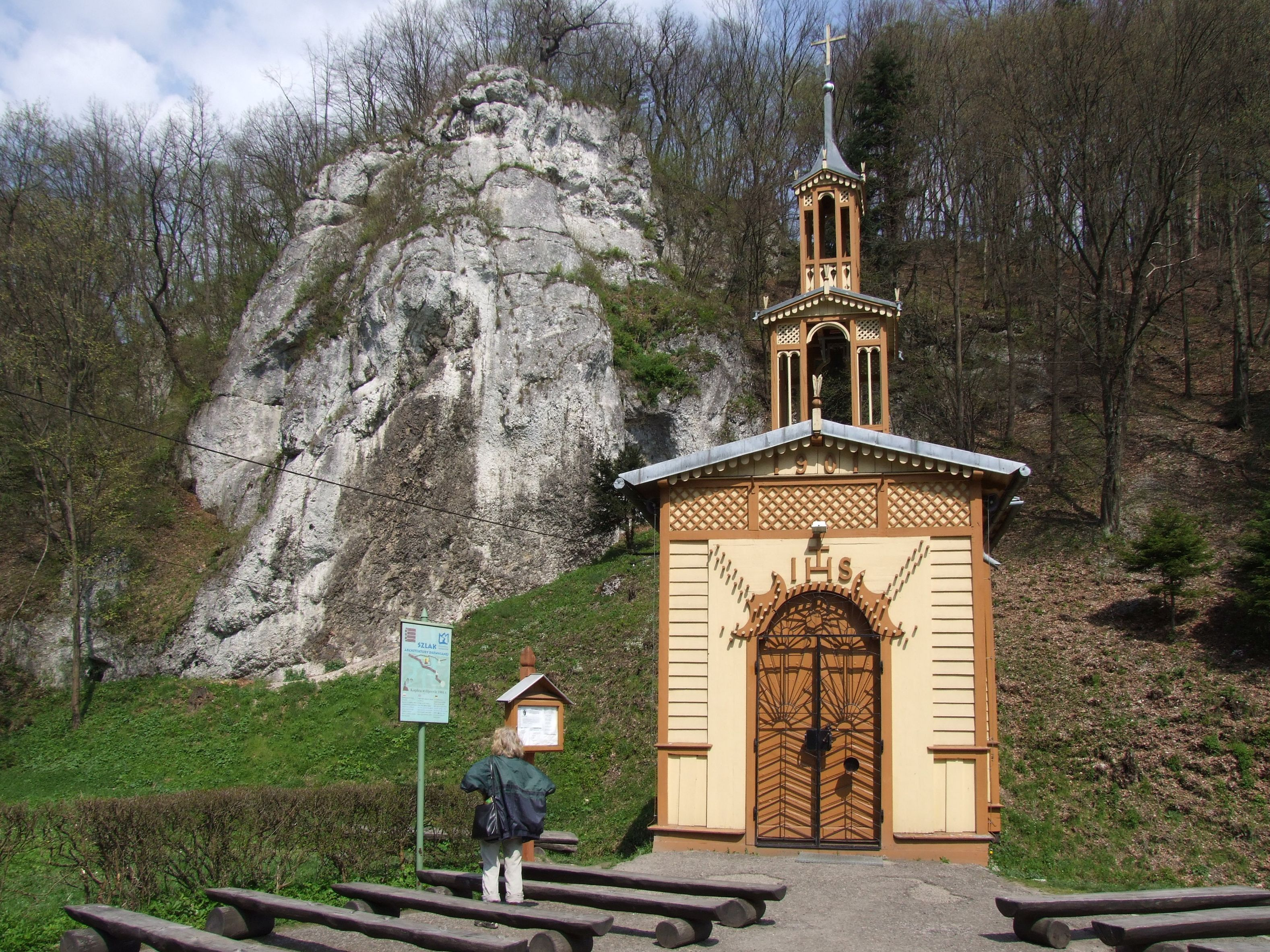